# ラモン・ヴェガ
ラモン・ヴェガ（Ramon Vega, 1971年6月14日 - ）は、スイス・オルテン出身の元サッカー選手。ポジションはディフェンダー(CB)。

## クラブ経歴
スイス・スーパーリーグの名門クラブであるグラスホッパー・クラブ・チューリッヒでプロとしてのキャリアをスタートさせた。セリエAのカリアリ・カルチョを経たのち1997年にプレミアリーグのトッテナム・ホットスパーFCへ480万ユーロの移籍金で加入。1998-99シーズンのフットボールリーグカップのタイトル獲得に貢献した。

## 代表経歴
1993年にサッカースイス代表に初招集された。1994 FIFAワールドカップのメンバー入りは逃したが、UEFA EURO '96のメンバーには選ばれた。1998 FIFAワールドカップにはスイスが予選で敗退した為出場出来なかった。

## 引退後
2006年にヴェルビエに高級ホテルの開発を専門とする不動産会社を設立した。またスペインのマルベーリャには自身の名を冠した「ラモン・ヴェガ・サッカースクール」を開設した。
2009年にはプレミアリーグのポーツマスFCの買収を試みたが、資金を確保できず失敗した。
2012年には金融会社の創設メンバーになり、金融業にも着手した。
2015年には国際サッカー連盟(FIFA)の会長選挙に立候補の意思を示したが、出馬は見送られた。
2019年にもFIFAの会長選挙に立候補の意思を示したが、対抗馬として候補になるために必要なFIFA理事211人のうち5人の支持を得ることができず出馬できなかった。

## タイトル
グラスホッパーズ
- リーグ:3回 (1990-91, 1994-95, 1995-96)
- カップ:1回 (1993-94)

トッテナム
- リーグカップ:1回 (1998-99)

セルティック
- リーグ:1回 (2000-2001)
- カップ:1回 (2000-2001)
- リーグカップ:1回 (2000-2001)